# Aeroporto de Beja
O Aeroporto Internacional de Beja - Alentejo  (código IATA: BYJ, código OACI: LPBJ) é um aeroporto localizado junto à Base Aérea n.º 11 a 12 km da cidade de Beja, freguesia de São Brissos, no Baixo Alentejo. O Aeroporto de Beja possui a maior pista de Portugal.
A Aeroporto de Beja é a única infraestrutura aeroportuária do Território Continental (e uma das duas únicas em Portugal, em conjunto com o Aeroporto Internacional das Lajes) que pode receber um Airbus A380, o maior avião comercial do mundo.

## História
Em 2000, o  XIV Governo, dirigido por António Guterres, reconheceu o interesse na promoção da Base para fins civis, iniciou o estudo de viabilidade do aeroporto de Beja e criou a EDAB. O estudo, que determinou a viabilidade do aeroporto, terminou em 2003 e, após a conclusão do plano diretor, dos projetos de execução e do estudo de impacto ambiental favorável, as obras de construção da infraestrutura começaram em 2007 e terminaram em 2009, sob o auspício do governo de José Sócrates. O aeroporto começou a operar a 13 de abril de 2011, quando se realizou o voo inaugural, mas, desde então, apesar de aberto, tem estado praticamente vazio e sem voos e passageiros na maioria dos dias.

O voo inaugural aconteceu no dia 13 de Abril de 2011 promovido pelo município de Ferreira do Alentejo. As obras da primeira fase de construção foram atribuídas à empresa construtora Sopol pela empresa de desenvolvimento do Aeroporto de Beja (EDAB). O aeroporto representa um investimento de cerca de 33 milhões de euros e seria operacional em Julho de 2009 (Bastos, 2009). O governo português pretende focalizar este aeroporto para a laboração de companhias aéreas de baixo custo, visto que este aeroporto vai beneficiar de taxas aeroportuárias significativamente baixas. É também de importante relevância o facto de o aeroporto se localizar a pouco tempo do Algarve e dos empreendimentos hoteleiros já projectados para a Costa Vicentina e a Barragem de Alqueva, este também se encontra a pouco mais de duas horas de Lisboa.

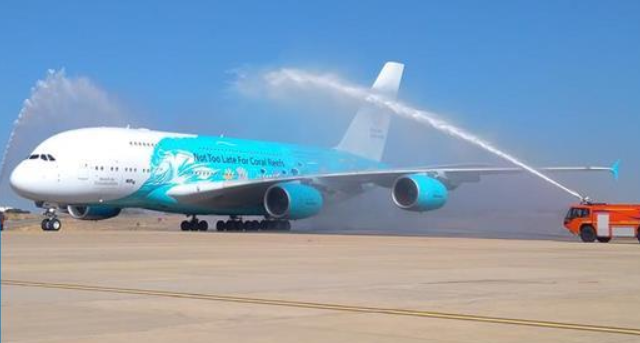
A380 de Hi Fly Malta no Aeroporto de Beja, em Portugal, a 23 de julho de 2018.

Para uma melhor rentabilização do Aeroporto de Beja já foi adjudicado o novo troço da auto-estrada (Autoestrada do Baixo Alentejo) que une o Porto de Sines a este novo aeroporto, de forma a torná-lo mais competitivo, unir a cidade do Baixo Alentejo, Beja, ao litoral e, desta forma, criar uma intermodalidade de serviços e transportes. Também com esta nova auto-estrada, o aeroporto  de Beja, destinado a companhias aéreas de baixo custo, terá ligação não só com a capital, Lisboa, mas também com o Algarve.
A viagem inaugural aconteceu no dia 13 de Abril de 2011 com destino a Cabo Verde. 
No dia 23 de julho de 2018, às 16:57, um Airbus A380 da Hi Fly aterrou no aeroporto. É o primeiro avião deste modelo que aterra em Portugal. 

## Características dainfra-estrutura
As principais características deste aeroporto são:
- Dimensões das pistas: pista principal 3 450 m x 60 m, - comprimento físico total 4050 metros- (direcção 01L/19R), pista secundária 2 951 m x 30 m  (direcção 01R/19L).
- Superfície. Betão.pré-esforçado https://www.publico.pt/2013/01/27/jornal/certificacao-do-aeroporto-de-beja-chega-quatro-anos-depois-da-sua-conclusao-25961208
- Terminal de passageiros: Área útil 2 095 m2, Área bruta 2 500 m2
- Terminal de carga: a construir em módulos, sendo o primeiro com uma capacidade de 30 000 toneladas

## Companhias aéreas e Destinos
Rotas e Companhias Aéreas operando voos em Beja em 2021:
| Companhias aéreas   | Destinos                                               |
| ------------------- | ------------------------------------------------------ |
| ASL Airlines France | Sazonal Charter: Paris-Charles de Gaulle               |
| Evelop Airlines     | Sazonal Charter: Menorca, Palma Mallorca, Tenerife-Sul |

Além disso, o aeroporto de Beja é também a base operacional da Hifly

## Atualidade
Em 2018, o aeroporto limita-se a receber voos charter sazonais e aeronaves em situação de estacionamento ou manutenção.